# Tyreoideahormoner
Tyreoideahormoner eller sköldkörtelhormoner är hormoner som naturligt bildas i sköldkörteln. Hormonerna Tyroxin (T4) och trijodtyronin (T3) bildas av aminosyran tyrosin och jod, och reglerar ämnesomsättningen. De frisätts från sköldkörteln, och transporteras med blodet till kroppens cellkärnor där de binder till sköldkörtelhormonreceptorer. Tyreoniner kallas de molekyler som har blivit av med en eller flera jodatomer jämfört med T4.

## Funktion
Tyreoideahormoner reglerar ämnesomsättningen genom att de binder till sina receptorer i celler ute i kroppen. Höga värden medför hög ämnesomsättning, och låga värden låg ämnesomsättning. Hormonerna är livsnödvändiga.
Tyreoideahormoner påverkar också hypofysen och aktiviteten hos dess protirelinreceptorer. Därigenom minskar frisättningen av TSH, vilket leder till en minskad frisättning av tyreoideahormoner. De utövar således en negativ feedback-loop.
Barn med hypotyreos kan ha ett tillstånd som kallas kongenitalt jodbristsyndrom (ibland kallat kretinism). Lägre nivåer tyreoideahormoner ger mindre storlek på hippocampus och sänker aktiviteten i subventrikulära zonen, ger sämre dygnsrytm, och påverkar möjligen nybildningen av celler i hypotalamus.

## Produktion
Hormonerna syntetiseras och frisätts av sköldkörteln som respons på TSH. TSH är ett hormonfrisättande hormon som bildas i hypofysen i hjärnan. TSH når sköldkörteln via blodet, där det binds till TSH-receptorer på cellytorna hos sköldkörtens så kallade follikelceller. Ett jodprotein, tyreoglobulin, samlar tyrosin till sig i sköldkörteln och bildar därmed tyroxin (T4) som är bundet till tyreoglobulinet. Tyroxin är en molekyl med fyra jodatomer och tyrosin. När TSH fäster vid receptorerna frisätts tyroxinet från sköldkörteln och insöndras i blodet. Via blodomloppet når hormonet alla kroppens celler.
T4 har mindre egen verkan och är ett prohormon till trijodtyronin (T3), den mest potenta tyreoninen, genom att enzymer (dejodaser) avlägsnar en jodatom. Om ytterligare en jodatom frisätts bildas dijodtyronin (T2).
Till tyreoideahormonerna räknas förutom tyroxin och tyreoniner också sköldkörtelextrakt, jodtyrosin, dijodtyrosin och dextrotyroxin. Syntetiska tyroxiner som läkemedlen Levaxin och Liothyronin räknas också som tyreoideahormoner.

## Transport
Större delen av kroppens T4 och T3 är bundna till transportproteinerna tyroxinbindande globulin (TBG), transtyretin (prealbumin, TBPA) och albumin. En liten andel är obundet i blodet, så kallat fritt T4 och fritt T3. Via blodomloppet når tyreoideahormonerna kroppens celler där de utövar sin funktion.

## Sjukdomar
Många sjukdomar påverkar värdena av tyreoideahormoner, däribland giftstruma och hypotyreos, samt euthyroid-sick syndromes. 